# Alfons Vandergraesen
Alfons Polycarpe Vandergraesen, né le 6 août 1886 à Paal (Belgique) et y décédé le 11 décembre 1979 fut un homme politique catholique et nationaliste flamand.
Vandergraesen fut docteur en médecine (Université catholique de Louvain, 1911). Il fut président du Limburgs Hoogstudentenverbond, vice-président du Katholiek Vlaams Hoogstudentenverbond. Il fut médecin à Beringen.
Il fut élu conseiller communal à Beringen (1926-1932), échevin et bourgmestre (1932; 1933-47), conseiller provincial du Limbourg (1932-), sénateur de l'arrondissement de Hasselt-Tongres-Maaseik dès 1936.

## Sources
- Bio sur ODIS